# يو جي إم-133 ترايدنت 2
صاروخ يو جي إم-133 ترايدنت 2، (بالإنجليزية: UGM-133 Trident II)‏. أو ترايدنت دي 5، هو صاروخ باليستي يطلق من الغواصات (SLBM)، تم بناؤه بواسطة شركة لوكهيد مارتن في صنيفيل بولاية كاليفورنيا ، وتم نشره مع القوات البحرية الأمريكية والبريطانية. تم نشره لأول مرة في مارس 1990.

## خلفية تاريخية
ما زال في الخدمة. نظام ترايدنت 2 الاستراتيجي للأسلحة هو نظام SLBM محسّن بدرجة أكبر من الدقة والحمولة، ونطاق أكبر من نظام ترايدنت سي 4 السابق. إنه عنصر أساسي في الثالوث النووي الاستراتيجي للولايات المتحدة ويقوي الردع الاستراتيجي الأمريكي. يعتبر ترايدنت 2 نظامًا بحريًا دائمًا قادرًا على جذب العديد من الأهداف. إنه يعزز موقف الولايات المتحدة في مفاوضات الأسلحة الاستراتيجية مع المرونة في الأداء والمحمولة التي يمكن أن تستوعب مبادرات المعاهدة النشطة (انظر ستارت الجديدة). تسمح الحمولة المتزايدة لـ ترايدنت 2 للرادع النووي بإنجاز عدد أقل من الغواصات، ودقتها العالية - مقتربة من الصواريخ الأرضية - يمكن استخدامها كسلاح إضراب أول.